# Louise Merzeau
Sylvie Merzeau, dite Louise Merzeau, née le 8 novembre 1963 à Paris et morte le 15 juillet 2017 à Paris, est une médiologue et photographe française, spécialiste en sciences de l'information et de la communication.

## Biographie
Louise Merzeau est ancienne élève de l'École normale supérieure de Saint-Cloud (promotion L1982) et agrégée de lettres modernes (1985),. Elle soutient en 1993 une thèse de doctorat intitulée « Du scripturaire à l'indiciel : texte, photographie, document », dirigée par Nicole Boulestreau. Son habilitation à diriger des recherches en 2011 porte sur le concept de mémoire à l'ère du numérique. En 2016, elle est qualifiée aux fonctions de professeure des universités et est nommée professeure des universités à l'université Paris-Nanterre.
Elle est la directrice adjointe pour Nanterre du laboratoire de recherche Dicen-IDF où elle copilote le thème « Éditorialisation, documentarisation, traçabilité ».
D'inspiration médiologique, ses travaux portent sur les rapports entre technique et culture, et plus particulièrement sur les vecteurs (technologiques, institutionnels et sociétaux) de la mémoire. Elle est à l'origine du concept d'hypersphère, terme forgé pour prolonger la liste des médiasphères initialement proposées par Régis Debray, et destiné à qualifier l'écosystème sociotechnique lié au développement de l'Internet. Son implication dans la médiologie s'est également manifestée par une activité éditoriale, en particulier au sein de la revue Les Cahiers de médiologie, dont elle a été corédactrice en chef pendant plusieurs années.
Après avoir travaillé sur la photographie et les hypermédias, ses recherches se sont focalisées sur la question des traces et de l'identité numériques, autour de l'idée d'une médiation identitaire et d'une présence qui ne se réduise pas à un stock de traces calculables. Plus généralement, son travail porte sur les usages en environnement numérique et les conditions d'une culture numérique. Dans la conférence « L'intelligence de l'usager » par exemple, sa réflexion porte sur les théories de l'usage et les enjeux d'une digital literacy, c’est-à-dire un savoir-lire-et-écrire en ligne. De l'utilisateur au consommateur, mais également au producteur de contenu, elle cherche à montrer combien les fonctions de l'usager sont multiples. Dans l'article « Copier Coller », Louise Merzeau propose une vision qui veut dépasser les simples notions de plagiat et de vol associées à cette pratique. Le copier-coller ne serait pas à interdire : un « réapprentissage de la copie comme processus et comme pensée » pourrait mener au savoir, d'où l'importance d'un encadrement pédagogique. Le copier-coller pourrait de plus être une solution face aux logiques commerciales du Web. Cette conception est à mettre en rapport avec son engagement dans le mouvement des Biens communs, auquel elle participe notamment via le collectif Savoirscom1 qui lutte pour les droits des usagers contre les risques d'« enclosure informationnelle »,. Sur ce sujet, elle a ouvert un axe « Biens communs numériques » au sein du master « Industries culturelles et environnement numérique » de l'université Paris-Nanterre.
En mars 2015, elle dirige — avec Lionel Barbe et Valérie Schafer — la publication de l'ouvrage collectif Wikipédia, objet scientifique non identifié consacré à l'encyclopédie participative.
Sa réflexion s'est également portée sur la notion d'éditorialisation (qu'elle développe avec des chercheurs comme Marcello Vitali-Rosati de l'Université de Montréal ou Gérard Wormser de la revue Sens public), qui recentre la question des traces sur les processus d'écriture vus comme interaction de collectifs et de contextes techniques.
Louise Merzeau est également impliquée dans la réflexion sur l'archivage du web, notamment à travers les Ateliers de recherche méthodologique du dépôt légal du Web à l'Ina, dont elle assure le pilotage scientifique de 2010 jusqu'à sa disparition.
Elle pratique également « une activité de création photographique et numérique », consultable sur son site personnel.
Membre du conseil scientifique de Wikimédia France en 2015, elle est cooptée en mai 2017 comme membre du conseil d'administration de cette association.

## Ouvrages
- Dir. avec Thomas Weber, Mémoire et Médias, Paris, Avinus, 2001, 124 p. (ISBN 2-9511657-5-7).
- Au jour le jour (photographies précédées d'un entretien avec Jean Baudrillard), Descartes & Cie, 2004  (ISBN 2-8444-6070-4).
- Dir. avec Lionel Barbe et Valérie Schafer, Wikipédia, objet scientifique non identifié, Nanterre, Presses universitaires de Paris Ouest, coll. « Intelligences numériques » (no 1), 2015, 216 p. (ISBN 9782840162056, présentation en ligne, lire en ligne).

### Numéros de revue
- Dir. avec Régis Debray, Copie, modes d’emploi, Médium no 32-33, 2012.
- Dir. avec François-Bernard Huyghe et Paul Soriano, Réseaux : après l'utopie, Médium, No 29, 2011.